# Londres XI
La Sélection de Londres ou Londres XI ou London XI était une équipe de football basée à Londres, spécialement créée pour la Coupe des villes de foires 1955-1958.

## Histoire
Lorsque la Coupe des villes de foires est créée le 18 avril 1955, son règlement impose la participation d'une seule équipe par ville. Certaines villes qui comportent plusieurs clubs importants décident de faire des équipes par ville et non par clubs, comme Bâle ou Copenhague. C'est également le cas de Londres, d'où la création pour l'occasion de la Sélection « London XI ».
Durant cette compétition, l'équipe, dirigée par le propriétaire de Chelsea Joe Mears, termine première de son groupe devant Bâle et Francfort, puis bat en demi-finale le FC Lausanne-Sport et dispute la finale. La Sélection tient la dragée haute au FC Barcelone lors de la finale aller à Londres (2 buts partout), mais le retour n'est pas du même acabit, le FC Barcelone s'imposant largement (0-6).

## Stades
L'équipe a joué dans quatre stades de Londres afin de respecter la conduite de cette équipe : 
- Le stade de l'équipe d'Angleterre lors de la phase de poule : Stade de Wembley
- Le stade de Tottenham Hotspur FC lors de la phase de poule : White Hart Lane
- Le stade d'Arsenal FC lors de la demi-finale retour : Highbury
- Le stade de Chelsea FC lors de la finale aller : Stamford Bridge.

## Joueurs
Il s'agit de tous les joueurs ayant joué au moins un match avec cette équipe. Entre 1955 et 1958, les clubs des joueurs évoluent entre la première et la troisième division.
- Joueurs d’Arsenal
  - Jimmy Bloomfield, Dave Bowen, Stan Charlton (en), Bill Dodgin (en), Dennis Evans (en), Jim Fotheringham (en), Vic Groves (1955-1958), Joe Haverty, David Herd, Cliff Holton, Jack Kelsey, Derek Tapscott (en)
- Joueurs de Brentford
  - Ken Coote
- Joueurs de Charlton
  - Eddie Firmani, Cyril Hammond (en), John Hewie, Billy Kiernan (en), Stuart Leary (en)
- Joueurs de Chelsea (Champion de D1 en 1955)
  - Ken Armstrong, Roy Bentley, Jimmy Greaves, Jim Lewis, Brian Nicholas (en) (1955-1957), Derek Saunders (en), Peter Sillett, Les Stubbs (en), Stan Wicks (en),  Stan Willemse (en)
- Joueurs de Fulham
  - Roy Dwight (en), Johnny Haynes, Bedford Jezzard, Jim Langley, Charlie Mitten, Bobby Robson
- Joueurs de Leyton Orient (Champion en D3 Sud en 1956)
  - Vic Groves (1954-1955), Phil McKnight (en), Phil Woosnam, George Wright
- Joueurs de Millwall
  - Charlie Hurley
- Joueurs de Queens Park Rangers
  - Bobby Cameron (en), Brian Nicholas (en) (1954-1955)
- Joueurs de Tottenham
  - Danny Blanchflower, Ted Ditchburn, Tony Marchi, Terry Medwin, Maurice Norman, Ron Reynolds (en), George Robb, Bobby Smith
- Joueurs de West Ham United (Champion de D2 en 1958)
  - Malcolm Allison, John Bond, Ken Brown, Noel Cantwell, Harry Hooper.